# Antonio José López Castillo
Antonio José López Castillo (Maracaibo, 9 de julio de 1945-Maracaibo, 18 de julio de 2021) fue un arzobispo católico quien ejerció su ministerio episcopal como Obispo Auxiliar de Maracaibo, segundo Obispo de Barinas, segundo Arzobispo de Calabozo y tercer Arzobispo Barquisimeto

## Biografía

### Primeros años y formación
Nació el 9 de julio de 1945, en El Moján, Distrito Mara del Estado Zulia, en la Arquidiócesis de Maracaibo.
Estudió en el Seminario menor de Maracaibo, donde consiguió el Bachillerato en Humanidades.
Realizó sus estudios de Filosofía y Teología en el Seminario mayor interdiocesano "Santa Rosa de Lima" de Caracas.
Realizó sus estudios en la Pontificia Universidad Lateranense en Roma donde, en 1981, obtuvo la Licenciatura en Teología Moral.
En la Universidad del Zulia (LUZ) obtuvo la Licenciatura en Filosofía.

### Sacerdocio
Recibió la ordenación presbiteral el 18 de julio de 1970, incardinándose en la Arquidiócesis de Maracaibo.
Cargos
- Vicario parroquial (1970-1972).
- Director del Centro para las Vocaciones (1972-1979).
- Párroco.
- Pro vicario general y después, en 1985, vicario general de la Arquidiócesis de Maracaibo.
- Profesor de teología en el Seminario arquidiocesano.
- Juez del Tribunal Eclesiástico.
- Director del diario católico La Columna.

## Episcopado

### Obispo Auxiliar de Maracaibo
El 2 de marzo de 1988, el papa Juan Pablo II lo nombró Obispo Titular de Theuzi (Túnez) yObispo Auxiliar de la Arquidiócesis de Maracaibo.
Recibió la Consagración Episcopal el 28 de mayo de 1988, a manos del entonces Arzobispo de Maracaibo, Mons. Domingo Roa Pérez. 
Sus co-consagrantes fueron el por entonces Arzobispo de Ciudad Bolívar, Mons. Medardo Luis Luzardo Romero y el por entonces Obispo de Cabimas, Mons. Roberto Lückert León. 

### Obispo de Barinas
El 1 de agosto de 1992, el Papa Juan Pablo II lo nombró II Obispo de la Diócesis de Barinas.

### Arzobispo de Calabozo
El 27 de diciembre de 2001, el Papa Juan Pablo II lo nombró II Arzobispo Metropolitano de la Arquidiócesis de Calabozo.

### Arzobispo de Barquisimeto
El 22 de diciembre de 2007, el Papa Benedicto XVI lo nombró III Arzobispo Metropolitano de la Arquidiócesis de Barquisimeto.
Tomó posesión de esta Arquidiócesis el 16 de febrero de 2008. Recibió el palio arzobispal, de manos de Su Santidad el Papa Benedicto XVI, el 1 de julio de 2008, en la Basílica de San Pedro en Roma.
Presentó su renuncia al Gobierno pastoral del Arzobispado de Barquisimeto el 25 de marzo de 2020, por problemas de salud.

## Fallecimiento
Falleció el 18 de julio de 2021, a los 76 años de edad, a causa de un accidente cerebrovascular, en la ciudad de Maracaibo. Ostentaba el título de Arzobispo Emérito de la Arquidiócesis de Barquisimeto.

## Sucesión
| Predecesor: Mons. Eduardo Pedro Martínez y Dalmau | II Obispo titular de Theuzi 28 de febrero de 1988 - 1 de agosto de 1992    | Sucesor: Mons. José Luis Mollaghan            |
| Predecesor: No aplica                             | Obispo Auxiliar de Maracaibo 28 de febrero de 1988 - 1 de agosto de 1992   | Sucesor: No aplica                            |
| Predecesor: Mons. Rafael Ángel González Ramírez   | II Obispo de Barinas 1 de agosto de 1992 - 27 de diciembre de 2001         | Sucesor: Mons. Ramón Antonio Linares Sandoval |
| Predecesor: Mons. Helímenas de Jesús Rojo Paredes | II Arzobispo de Calabozo 27 de diciembre de 2001 - 22 de diciembre de 2007 | Sucesor: Mons. Manuel Felipe Díaz Sánchez     |
| Predecesor: Mons. Tulio Manuel Chirivella Varela  | Arzobispo de Barquisimeto 22 de diciembre de 2007                          | Sucesor: En el cargo                          |

## Muerte
El día del aniversario número 51 de su ordenación sacerdotal, Monseñor José Antonio López Castillo partió a la casa del padre, el 18 de julio de 2021.